# Abstatt

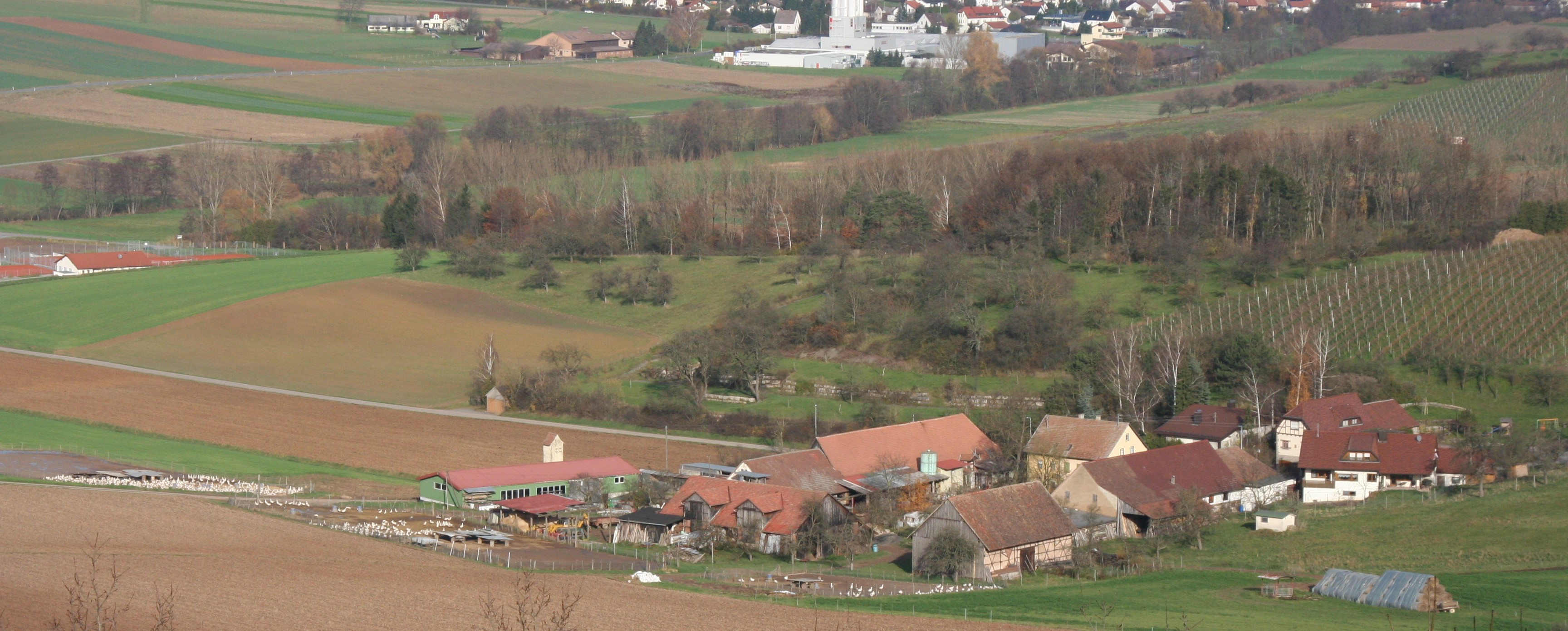
Vohenlohe

Abstatt là một đô thị ở huyện Heilbronn ở bang Baden-Württemberg thuộc nước Đức, về phía nam. Đô thị này có diện tích 9,66 km², dân số thời điểm 31 tháng 12 năm 2020 là 4911 người.